# Hyposmocoma anthinella
Hyposmocoma anthinella — вид моли эндемичного гавайского рода Hyposmocoma подрода Euperissus.

## Описание
Бабочки размахом крыльев 10-12 мм. Передние крылья белые, с охристым оттенком на конце. От основания вдоль костальной жилки проходит бледно-серовато-буроватая полоса, заканчивающаяся почти у вершины, нижний край её отогнут назад, но сливается с продолговатой треугольной тёмно-бурой черточкой, занимающий конец ячейки, ниже которого проходит более узкая черточка того же цвета по верхнему краю сгиба. Задние крылья и волоски бахромы сизые. Брюшко серовато-бурое, анальный хохолок беловатый. Ноги беловатые.

## Распространение
Обитает на острове Ланаи на высоте от 600 до 900 м над уровнем моря.